# فرشته شب
فرشته شب (دانمارکی: Nattens engel) یک فیلم دلهره‌آور دانمارکی است که در سال ۱۹۹۸ منتشر شد. از زمان انتشار فیلم خون‌آشام به کارگردانی
کارل تئودور درایر در سال ۱۹۳۲ میلادی، این نخستین فیلم دانمارکی دربارهٔ خون‌آشام بود که ساخته و منتشر شد.
ایدهٔ اولیهٔ این فیلم در سال ۱۹۹۵ در ذهن «شیکی گونسالس» (کارگردان شیلیایی-دانمارکی) و به صورت یک فیلم کوتاه شکل گرفت اما به سبب مشکلات مالی نیمه‌کاره رها شد. حدود یک سال بعد، کارگردان فیلم دربارهٔ آن با پیتر اولبک ینسن صحبت کرد که به صورت یک فیلم بلند تولید و منتشر شد.

## بازیگران
- توماس ویلوم ینسن
- اولریش تامسن
- توماس بو لارسن
- مس میکلسن
- نیکلای کاستر والدو
- توماس آیه
- بئته بیله